# Fairy Tail the Movie: Phoenix Priestess
Fairy Tail the Movie: Phoenix Priestess (яп. 劇場版 FAIRY TAIL 鳳凰の巫女) — японский полнометражный аниме-фильм 2012 года, снятый по мотивам манги Fairy Tail мангаки Хиро Масимы.
Фильм вышел на экраны ограниченным тиражом в 73 кинотеатрах Японии 18 августа 2012 года. Сборы от кинопроката в Японии составили $768 533. Фильм занял 9-е место в японском прокате в первую неделю показа. Предварительная продажа билетов осуществлялась в комплекте с 30-страничным прологом манги Hajimari no Asa (はじまりの朝?, «The First Morning»). 13 февраля 2013 года фильм вышел на DVD в комплекте со специальным выпуском 36-го тома манги и анимированной адаптацией Hajimari no Asa в качестве дополнительного бонуса. Телевизионная премьера состоялась 23 марта 2013 года на телеканале Animax Asia. Аниме лицензировано на английском языке компанией Funimation Entertainment. Премьер в США состоялась на аниме-фестивале Nan Desu Kan 13 сентября 2013 года. 10 декабря 2013 года фильм выйдет в США на Blu-ray/DVD.
Открывающей композицией фильма стала песня «200 миль» (англ. 200 miles) южнокорейского певца Чан Гын Сока. Закрывает фильм композиция Zutto Kitto (ずっと きっと?, англ. Assuredly Forever) в исполнении Ая Хирано как Люси Хартфилия, написанная Нобуо Уэмацу (музыка) и Горо Мацуи (стихи).

## Сюжет
Фильм начинается с нападения неизвестных воинов на деревню, жители которой как раз в это время совершали религиозный обряд. Девушке, танцевавшей во время обряда, удалось сбежать и забрать с собой часть камня, служившего талисманом для жителей деревни. Другая часть камня досталась нападавшим.
Сильнейшая команда гильдии магов «Хвост Феи» в составе Люси Хартфилии, Нацу Драгнила, Хэппи, Грея Фуллбастера, Эльзы Скарлетт, Венди Марвелл и Шарли прибывают в город Дасум для поимки главаря бандитов по кличке Гусь. К сожалению, им не удалось выполнить свою миссию. Победив всех бандитов и причинив значительные разрушения городу, мэр которого и был заказчиком, они упускают Гуся и возвращаются с позором обратно в гильдию. В это время мастер «Хвоста Феи» Макаров Дреяр присутствует на заседании Совета магов, который обеспокоен непонятной магией к северу от Фиора. Дреяр отправляет Гажила Редфокса и Лили на разведку.
Возвращаясь домой, Люси встречает на улицу неизвестную девушку, которая падает в голодный обморок. Герцог Крим, правитель маленькой страны Вероника к северу от Фиора, хочет заполучить второй осколок волшебного Камня Феникса, чтобы воссоединить его с тем который получил по наследству, благо дева, хранившая камень, наконец-то отыскалась. Он приказывает гильдии «Карбункул» доставить ему камень, обещая огромную награду.
Сердобольная Хартфилия доставляет девушку в гильдию. Оказывается её зовут Эклер, а её спутницу, говорящую птицу — Момон. Девушка страдает амнезией, из-за которой потеряла почти все воспоминания. Всё, что она помнит — своё имя и то, что должна доставить камень, висящий на её шее, в Межевой лес. Девушка уже покидает гильдию, когда Шарли посещает предвидение, Эклер грозит страшная опасность в лесу. Люси и её друзья решают проводить девушку, чтобы защитить её от монстров, которыми населён Межевой лес. Эклер рассказывает им о своей неприязни к магии, говоря что та доставила немало страданиям людям, но неохотно соглашается. По дороге к Межевому лесу они останавливаются в городе, где на Эклер нападает неизвестный маг. Втроём, Люси, Нацу и Грей спасают девушку.
Все вместе они прорываются в глубь Межевого леса, где живёт маг Калард, которому Эклер и должна принести камень. Выясняется, что маг уже умер, но оставил для девушке волшебное голографическое сообщение. Калард рассказывает, что эклер его дочь, которая отправилась в Солнечную деревню чтобы служить там жрицей Феникса. Сам же Калард потратил немало времени чтобы создать заклинание, призванное развеять проклятую магию Камня Феникса. Использовать это заклинание придётся Эклер. Но сначала их надо отыскать. Эклер нанимает «Хвост Феи» для поиска заклинания. Все вместе они возвращаются в Магнолию.
Память постепенно возвращается к Эклер. Она вспоминает, что ценой немалых жертв жителям Солнечной деревни удалось запечатать Феникса, так появился камень Феникса, разделённый на две части. Одна из частей была похищена воинами Вероники, другой осколок находится у Эклер. Пока члены «Хвоста Феи» обсуждают как быть с камнем на гильдию нападают члены «Карбункула» Дист, Чейз, Кэннон и Координатор. Нападавшие слишком сильны, против них бессильна даже Эльза. Дом гильдии разрушен, многие её члены серьёзно ранены, а Эклер похищена. Возвращаются мастер Макаров вместе с Гажилом и Лили. От них гильдия узнает, что герцог Крим во время праздника по поводу 400-летия своей страны планирует объединить камни и пробудить силу легендарного Феникса, чья способного даровать вечную жизнь. Люси, её друзья, Гажил, Лили и Джувия Локсар решают спасти Эклер и остановить герцога. Сам Макаров отправляется с докладом в Совет магов, надеясь получить разрешение действовать.
Между тем, в Веронике празднуют 400-летие государства. Члены «Хвоста Феи» прорываются в столицу, где их встречают маги «Карбункула». Первым со своим врагом, стрелком Кэнноном, справляется Грей при помощи Джувии. Затем Эльза побеждает Координатора, а Гажил Чейза. Нацу, Хэппи и Момон, побеждённые Дистом, приходят в себя в тюремной карете и сбегают. В это время Крим при огромном стечении подданных начинает возрождение Феникса, не обращая внимания на просьбы Эклер этого не делать. Герцог соединяет камни, а жрицу собираются сжечь. Момон ценою своей жизни спасает Эклер. В решающий момент Дист отбрасывает Крима в сторону, чтобы обрести бессмертия для себя. Появляется «Феникс», гигантский монстр, и начинает уничтожать всё вокруг себя. Дист не оставляет надежды получить бессмертие. Нацу, Люси и Хэппи находят Эклер, которая требует остановить Феникса, иначе все погибнут.
К Эклер полностью возвращается память. Герцогство Вероника было основано 400 лет назад на месте Солнечной деревни. Жрица Феникса, которую спасли от нападавших и поручили развеять магию Камня Феникса, благодаря крови монстра обрела бессмертие, но потеряла память и 4 века бродила по миру, храня камень. Дист пытается заполучить кровь Феникса, одновременно отбиваясь от атак Нацу, а монстр продолжает разрушать город. Люси и Эклер неожиданно на помощь приходит бандит Гусь. Феникса атакуют Лаксус Дреяр и его «Громовержцы». С трудом, но Драгнил побеждает Диста. Тем временем Феникс продолжает неистовствовать.
4-й мастер Макаров привёл остальных магов «Хвоста Феи», которые начинают атаковать Феникса, вот только этого мало для уничтожения монстра. Феникс поглощает магию живых существ, ослабляя своих врагов и усиливая себя. Цель монстра уничтожить мир вместе с собой, для того чтобы в дальнейшем возродиться к настоящей жизни. Макаров даёт Эльзе волшебную стрелу, созданную Калардом и взятую им без спроса из Совета магов, способную уничтожить и Феникса и камень. Макаров объясняет, что уничтожение камня Феникс убьёт Эклер. Несмотря на протесты Люси, жрица принимает свою судьбу, готовая умереть вместе с монстром. Эльза стреляет в глаз Феникса, а Нацу помогает стреле пробить камень, который находился в глазу монстра. Феникс погибает, вслед за ним угасает Эклер, её дух воссоединяется с Момон и вместе они поднимаются в небо. Эклер говорит что магия это настоящее чудо.

## Сэйюи персонажи

### Главные персонажи
- Тэцуя Какихара — Нацу Драгнил (огненный убийца драконов из гильдии «Хвост Феи»)
- Ая Хирано — Люси Хартфилия (заклинательница духов из гильдии «Хвост Феи»)
- Кугимия Риэ — Хэппи (Иксид из гильдии «Хвост Феи»)
- Юити Накамура — Грей Фуллбастер (ледяной маг созидания из гильдии «Хвост Феи»)
- Саяка Охара — Эрза Скарлет (маг из гильдии «Хвост Феи» и 7-й мастер гильдии)
- Сатоми Сато — Венди Марвелл (небесный убийца драконов из гильдии «Хвост Феи»)
- Юи Хориэ — Шарли (иксид из гильдии «Хвост Феи»)
- Ая Эндо — Эклер (жрица Феникса)
- Мика Канаи — Момон (говорящая птица, спутница Агнии)

### Маги из гильдии «Хвост Феи»
- Ватару Хатано — Гажил Редфокс (стальной убийца драконов из гильдии «Хвост Феи»)
- Хироки Тоти — Пантер Лили (иксид из гильдии «Хвост Феи»)
- Май Накахара — Джувия Локсар (маг воды из гильдии «Хвост Феи»)
- Синпати Цудзи — Макаров Дреяр (3-й, 6-й и 8-й мастер гильдии магов «Хвост Феи»)
- Оно Рёко — Мираджейн Штраус (маг перевоплощения)
- Хироки Ясумото — Эльфман Штраус (маг перевоплощения)
- Харуми Сакурай — Лисанна Штраус (маг перевоплощения)
- Эри Китамура — Кана Альберона (маг карт Таро)
- Мария Исэ — Леви МакГарден
- Кацуюки Кониси — Лаксус Дреяр (громовой убийца драконов из гильдии «Хвост Феи»)
- Дзюнъити Сувабэ — Фрид Джастин
- Ёсихиса Кавахара — Бикслоу
- Сэто Саори — Эвергрин
- Каванабэ Масаки — Макао Конбольт (огненный маг, 4-й мастер гильдии «Хвост Феи»)
- Мария Исе — Ромео Конбольт (огненный маг)
- Эйдзи Секигути — Вакаба Минэ
- Ёсимицу Симояма — Арзак Коннелл
- Сатоми Араи — Биска Коннелл
- Каванабэ Масаки — Джет
- Эйдзи Секигути — Дрой

### Звёздные духи
- Дайсукэ Кисио — Локи/Лео
- Эри Китамура — Водолей
- Миюки Савасиро — Дева
- Эйдзи Секигути — Телец

### Маги гильдии «Карбункул»
- Сётаро Морикубо — Дист
- Кодзи Исии — Кэннон
- Хитоми Набатамэ — Координатор
- Кодзи Юса — Чейз

### Другие персонажи
- Хироси Сирокума — Гран Дома (глава Совета магов)
- Дайсукэ Эндо — Ог (глава распущенного Совета магов)
- Дзюнъити Сувабэ — Сид
- Эйдзи Секигучи — Лэйдзи
- Коки Мията — герцог Крим
- Тамио Оке — Элдер
- Хирохико Какэгава — Калард (маг, отец Эклер)
- Хидехико Масуда — мэр Дасума
- Кэйсукэ Окада — Гусь (главарь бандитов)
- Томокадзу Сэки — Роб Луччи (глава SP0)
- Фумихико Такити — Сакадзуки (Адмирал Флота Морского Дозора)
- Такэхико Коясу — Кудзан